# グレートタスク
グレートタスク（GREAT TUSK）は、タイトーのコンピューターゲーム『ダライアスツイン』に登場するボスキャラクターで、架空の宇宙戦艦。

## 特徴
ダライアスシリーズの家庭用オリジナル作品であるスーパーファミコンのダライアスツインにのみ登場するキャラクターで、コードネームはセイウチで、シリーズではクジラ以外の唯一の海生哺乳類型戦艦。
最終ステージの真のボスキャラクターとして登場し、出会うためには数多くの中ボスの攻撃をかいくぐり、アンコウ型ボスであるスーパーアロイランタンを倒すと、その内部に潜入して対決することになる。

## 能力
ゆっくりと画面右から姿を現す。
円形のテレポート型ホーミングミサイルは6発撃ちながら、シルバーホークに四つ足で這いながら近づいてくる。その後に口からバウンドする金属球を吐き出し、バックしていく。
金属球はバウンドしながら弾を撃ってくる正面からではなく、ボスの背後に回らないとかわすのがやや難しい。右端まで戻ったら今度は口から三日月型レーザーを7方向に放って前進してくる。そして再びホーミングミサイルの攻撃に戻る。
弱点は頭部で、頭部を集中攻撃する必要があり、ウェーブショットではすぐに撃沈できるが、ナパーム弾では時間がかかる。
倒すと、画面下に沈んでいく他のボスと違い、破壊すると頭部と手足の鰭をばらけ、胴体を残す。